# Cilvēka bērns
Cilvēka bērns és una pel·lícula letona de 1991, dirigida per Jānis Streičs i protagonitzada per Akvelīna Līvmane i Jānis Paukštello, entre d'altres.
Fou guardonada amb el Premi Nacional Letó Lielais Kristaps l'any 1991 per la millor pel·lícula de l'any. L'any 1994, juntament amb Karakum, va rebre el Premi Drets de l'Infant al Festival Internacional de Cinema de la Infantesa de Chicago.

## Repartiment
- Akvelīna Līvmane com a mare
- Jānis Paukštello com a pare
- Boļeslavs Ružs com a avi
- Andrejs Rudzinskis com a Bonifaicijs
- Signe Dundure com a Bigi
- Mārtiņš Dančausks com a Pēteris
- Agnese Latovska com a Paulīne
- Romualds Ancāns
- Uva Segliņa